# Rimantas Grigas

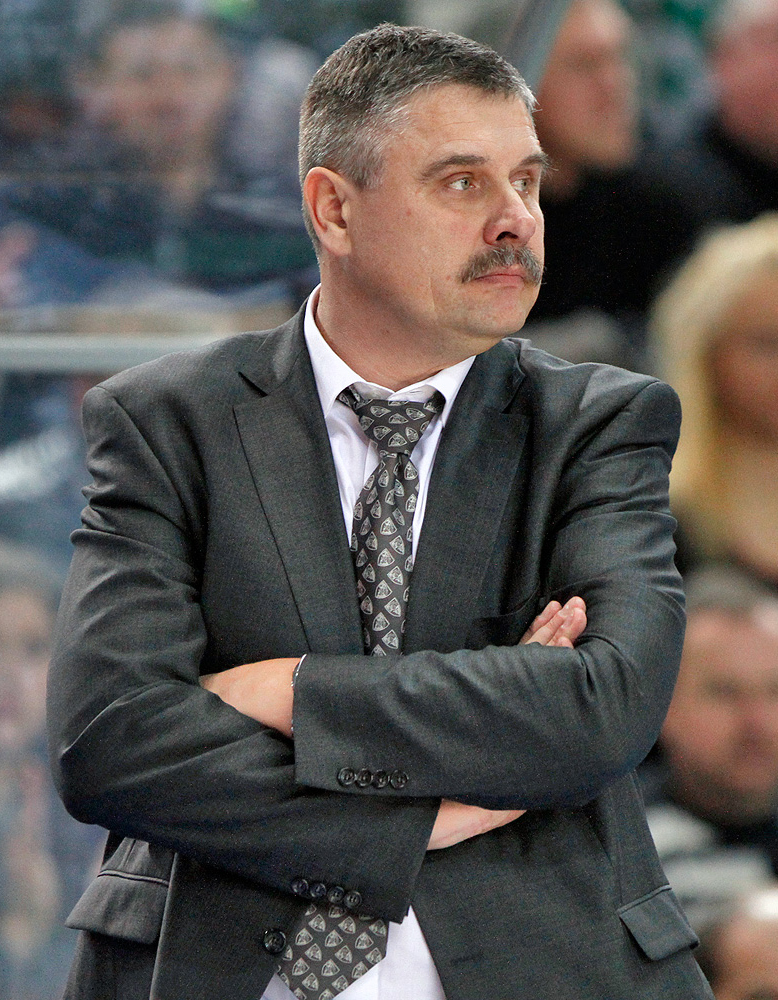
Rimantas Grigas nel 2010

Rimantas Grigas (Klaipėda, 17 settembre 1962) è un allenatore di pallacanestro lituano.

## Palmarès
- Campionato lituano: 2

Žalgiris Kaunas: 2006-07, 2007-08
- Lega Baltica: 1

Žalgiris Kaunas: 2007-08